# Back to the Noose
Back to the Noose è il secondo album del gruppo musicale thrash metal statunitense Swashbuckle, pubblicato il 24 maggio 2009 tramite l'etichetta discografica Nuclear Blast.

## Tracce
1. Hoist the Mainsail – 1:06
2. Scurvy Back – 3:20
3. Back to the Noose – 2:32
4. Cloudy with a Chance of Piracy – 1:19
5. We Sunk Your Battleship – 0:54
6. Rounds of Rum – 2:35
7. Carnivalé Boat Ride – 1:57
8. Rime of the Haggard Mariner – 2:00
9. Cruise Ship Terror – 2:48
10. No Prey No Pay – 2:25
11. La Leyenda – 2:05
12. Splash-n-Thrash – 2:28
13. The Grog Box – 1:29
14. The Tradewinds – 2:00
15. Attack!!! – 0:43
16. Peg-Leg Stomp – 2:37
17. Whirlpit – 0:42
18. All Seemed Fine Until... – 0:55
19. It Came from the Deep! – 4:39
20. Shipwrecked... – 2:19
21. Sharkbait – 1:03

## Formazione
- Admiral NoBeard - voce e basso
- Commodore RedRum - chitarra
- Captain CrashRide - batteria